# Stéphaton
Stéphaton est  le soldat romain qui donne du vinaigre à boire à Jésus à l'aide d'une éponge au bout d'un roseau ou d'une branche d'hysope, durant la Crucifixion.
Le nom et le grade de centurion de ce porte-éponge n'apparaissent pas dans les Évangiles. Ils lui sont attribués par certaines traditions chrétiennes à partir du XIe siècle. L'origine du nom du soldat est discutée : il pourrait provenir d'une corruption dans les manuscrits du terme grec spoggon, « éponge », selon une hypothèse peu probable. Il dérive plus probablement du grec stephanos, « couronne », en référence à la couronne d'épines posée sur la tête du Christ avant sa crucifixion.
La figure de Stéphaton est souvent associée dans l'iconographie chrétienne à celle de saint Longin, qui perce de sa lance le côté droit du Christ pour s'assurer de sa mort. Le personnage de Stephaton fait l'objet d’une stigmatisation plus marquée dans l'art chrétien à partir du XIIe siècle, de nombreux écrivains chrétiens médiévaux considéraient alors l'offrande de vin vinaigré (la posca) comme un acte de moquerie et de torture, plutôt que de miséricorde. La figure de Stéphaton symbolise parfois les Juifs aveuglés (l'Ancienne Loi) tandis que saint Longin, modèle de pénitence et de conversion après avoir reçu une goutte de sang du Christ qui le guérit de son ophtalmie, symbolise les Gentils (l'Église nouvelle) dont les yeux sont ouverts à la Lumière du Christ.
L'épisode peut également faire allusion au psaume 69:21 : « Ils mettent du fiel dans ma nourriture, / Et, pour apaiser ma soif, ils m'abreuvent de vinaigre. »[réf. nécessaire]